# Список умерших в 1995 году
В этой статье представлен список известных людей, умерших в 1995 году.
См. также: Категория:Умершие в 1995 году

## Дата неизвестна или требует уточнения
- Декабрь — Валентина Истомина (78) — личная экономка Иосифа Сталина, находилась возле него неотлучно с 1935 до его смерти (род. 7 ноября 1917).